# Furcula reducta
Furcula reducta är en fjärilsart som beskrevs av Barend J. Lempke 1964. Furcula reducta ingår i släktet Furcula och familjen tandspinnare. Inga underarter finns listade i Catalogue of Life.